# Johann Wilhelm Rautenberg

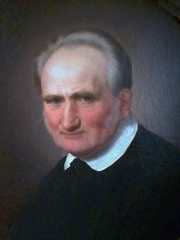
Johann Wilhelm Rautenberg (1791–1865)

Tagebuchnotiz Onckens: Gründung der Hamburger Sonntagsschule

Johann Wilhelm Rautenberg (* 1. März 1791 in Moorfleth bei Hamburg; † 1. März 1865 in Hamburg) war ein deutscher evangelischer Pfarrer und Theologe, sowie Erzieher und Kirchenlieddichter.

## Leben

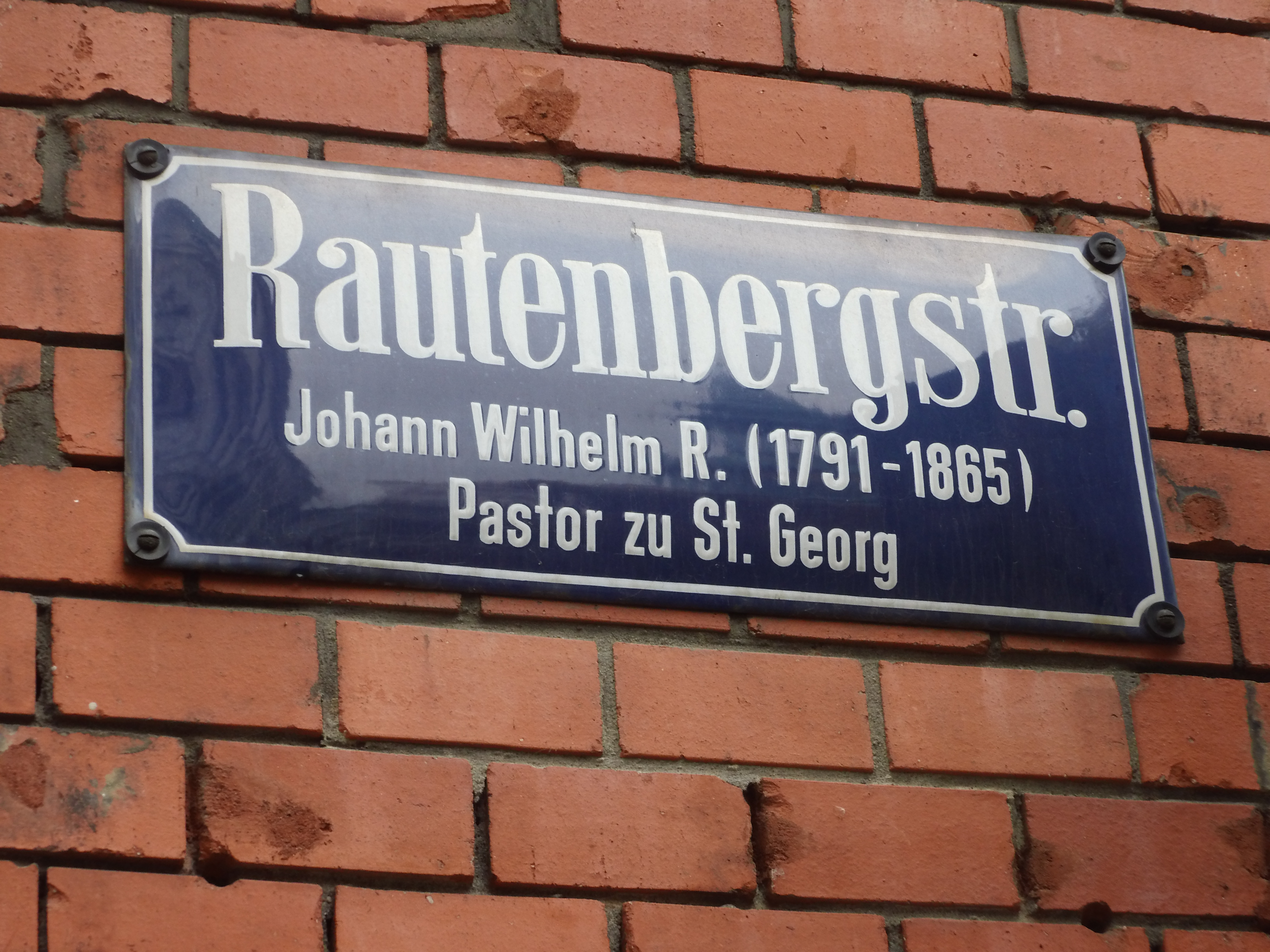
Straßenschild im Hamburger Stadtteil St. Georg

Er wurde im März 1791 als jüngster Sohn des Bäckermeisters Christian Friedrich Rautenberg aus Werben und der Vierländerin Gesche Heitmann aus Curslack in Moorfleth geboren. Nach dem Tod seines Vaters im Jahr 1807 und verschiedenen Tätigkeiten an Privatschulen verwirklichte Rautenberg seinen ursprünglichen Wunsch und strebte ein Theologiestudium an. Von 1811 bis 1813 besuchte er das Johanneum in Hamburg. Im Mai 1813 flüchtete er vor den französischen Besatzungstruppen nach Kiel und studierte dort bis 1816 Theologie. Er setzte das Studium der Evangelischen Theologie in Berlin fort und erwarb 1817 das theologische Amtsexamen in Hamburg. 
Im Jahr 1820 erhielt er die Pfarrstelle an der Dreieinigkeitskirche in Hamburg-St. Georg und heiratete 1821 Johanna Elisabeth Duncker. Er wurde maßgeblich durch seinen Kieler Lehrer August Twesten und durch seine Berliner Lehrer Friedrich Schleiermacher und August Neander beeinflusst. Zusammen mit Johann Gerhard Oncken gründete Rautenberg am 9. Januar 1825 in Hamburg-St. Georg eine Sonntagsschule nach englischem Vorbild und nahm den Unterricht mit 60 Schülern auf. Hauptziele waren die Bekämpfung des Analphabetismus unter den Armenkindern und eine christliche Erziehung. Die kirchliche Arbeit fand in der Anfangszeit mit freiwilligen Helfern statt. 1832 konnte als Ersatz für Oncken Johann Hinrich Wichern als Oberlehrer für die Sonntagsschule eingestellt werden. Elise Averdieck wurde durch die diakonische Arbeit bei Rautenberg wesentlich beeinflusst. Aus Rautenbergs Sonntagsschularbeit gingen die Hamburger Kapellengemeinden (Kreuzkirche [Barmbek], Stiftskirche [St. Georg], Anscharkapelle, Johanneskapelle [Rothenburgsort]), die sich als unabhängige lutherische Gemeinden zwischen Landeskirche und Freikirche verstanden. 
Im Hamburger Religionsstreit zwischen Vertretern des Rationalismus (u. a. der Direktor des Johanneums Johann Gottfried Gurlitt und Diakon Hermann Rentzel) und des „Mystizismus“, womit in diesem Fall die neulutherische Richtung (u. a. Rautenberg) gemeint war, erfuhr die Sonntagsschule kräftigen Widerstand, der aber mit Hilfe des Hamburger Bürgermeisters Johann Arnold Heise überwunden werden konnte. Aus seiner 45-jährigen Wirkzeit in St. Georg hinterließ Rautenberg zahlreiche Werke. Er hatte sechs Kinder und starb an seinem 74. Geburtstag.

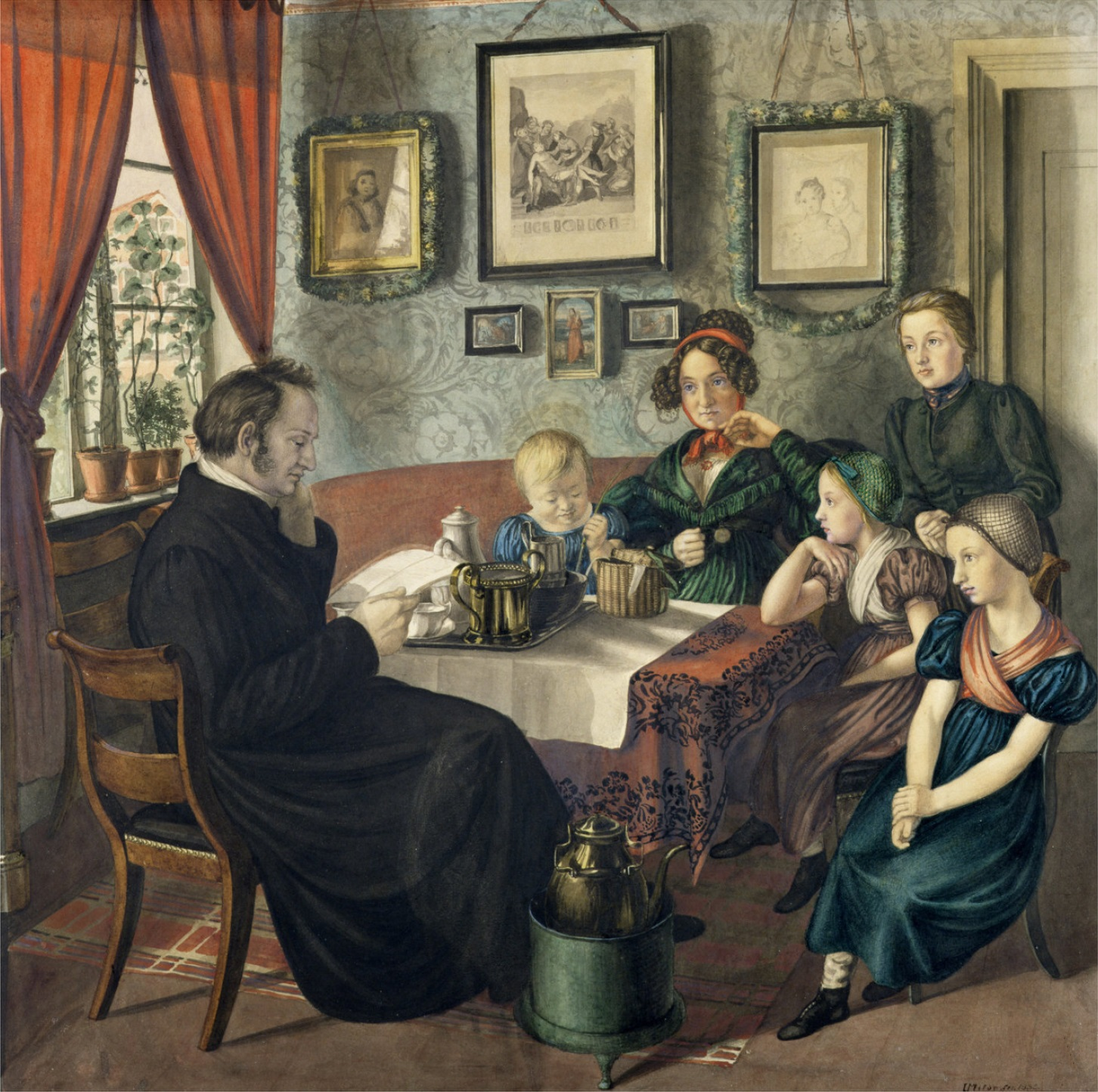
Johann Wilhelm Rautenberg und seine Familie (Milde 1833)

Das Aquarell „Pastor Johann Wilhelm Rautenberg und Familie“, 1833 gemalt von Carl Julius Milde und heute im Besitz der Hamburger Kunsthalle, zeigt ihn mit einem Teil seiner Familie (von links nach rechts: Johann Wilhelm 42 J., Gustav Adolph Theobald 4 J., Johanna Elisabeth, geb. Duncker 30 J., Gesa Johanna Elisabeth 7 J., ?, Anna Louise Elisabeth 8 J.)

## Werke
- Denkblätter (jahrgangsweise 1 Band), 1821–1833
- Beruhigende Nachrichten über die Hamburgische Sonntagsschule, 1827
- Festliche Nachklänge, hrsg. v. Heinrich Sengelmann, 1865
- Hirtenstimmen, hrsg. v. Heinrich Sengelmann, 1866
- Geistliche Lieder (Zusammenfassung von „Festliche Nachklänge“ und „Hirtenstimmen“), hrsg. v. Heinrich Sengelmann, 1866
- Predigten I, hrsg. v. Heinrich Sengelmann, 1866
- Predigten II, hrsg. v. Heinrich Sengelmann, 1867

Die evangelischen Kirchengesangbücher des 20. Jahrhunderts enthalten zum Teil Lieder von Rautenberg, so beispielsweise das Adventslied Die Nacht vergeht, der Tag bricht an.